# Ukaleq Slettemark
Ukaleq Astri Slettemark (Nuuk, 9 settembre 2001) è una biatleta groenlandese.
In campo internazionale gareggia sotto bandiera danese ai Giochi olimpici, sotto bandiera groenlandese nelle altre competizioni in quanto la Federazione di biathlon della Groenlandia è affiliata all'Unione Internazionale Biathlon.

## Biografia
Figlia di Øystein e sorella di Sondre, a loro volta biatleti, residente a Geilo in Norvegia e attiva dalla stagione 2016-2017, si è messa in evidenza ai Mondiali giovanili di Otepää 2018, piazzandosi al 10º posto nella sprint e al 4º nell'inseguimento, e a quelli di Osrblie 2019 ha vinto la medaglia d'oro nell'individuale e si è piazzata 6ª nella sprint e 4ª nell'inseguimento.
Ha esordito in Coppa del Mondo l'11 dicembre 2020 a Hochfilzen in sprint (96ª), ai Campionati mondiali a Pokljuka 2021, giungendo 65ª nell'individuale e 77ª nella sprint, e ai Giochi olimpici invernali a Pechino 2022, rappresentando la Danimarca e classificandosi 53ª nell'individuale e 65ª nella sprint. 
Ha conquistato i primi punti in Coppa del Mondo il 12 gennaio 2023 a Ruhpolding in individuale (21ª) e ai successivi Mondiali di Oberhof 2023 si è piazzata 88ª nell'individuale e 56ª nella sprint; ai Mondiali di Nové Město na Moravě 2024 è stata 65ª nell'individuale e 77ª nella sprint e a quelli di Lenzerheide 2025 88ª nell'individuale, 72ª nella sprint e 23ª nella staffetta mista individuale (in coppia con il fratello Sondre).

## Palmarès

### Mondiali giovanili
- 1 medaglia:
  - 1 oro (individuale a Osrblie 2019)

### Coppa del Mondo
- Miglior piazzamento in classifica generale: 67ª nel 2023